# Копельсон, Арнольд
Арнольд Копельсон (14 февраля 1935 — 8 октября 2018) — американский кинопродюсер. Среди его заслуг — фильмы «Взвод», «Семь», «Эпидемия», «Беглец» и «Адвокат дьявола».

## Жизнь и карьера
Копельсон родился в Бруклине, штат Нью-Йорк. Получив степень доктора юриспруденции в Нью-Йоркской школе права, Копельсон занимался практикой в сфере развлечений и банковского права, специализируясь на финансировании кинопроизводства, и в течение многих лет выступал в качестве консультанта многочисленных банков и финансовых учреждений, обслуживающих киноиндустрию.
Позже Копельсон вместе с Анной Файнберг, ставшей его женой, основал компанию Inter-Ocean Film Sales, Ltd., которая представляла интересы независимых кинопродюсеров при лицензировании их фильмов по всему миру, а также финансировала производство кинокартин. Копельсоны вместе снимали фильмы.
Копельсон стал продюсером 29 фильмов. Он был удостоен премии «Оскар» за лучшую картину, премии «Золотой глобус» и премии «Независимый дух» — все за постановку фильма «Взвод». За фильм «Беглец» он был номинирован на премию «Оскар» в категории «Лучший фильм». В общей сложности фильмы Копельсона получили 17 номинаций на премию «Оскар» и собрали более 3 миллиардов долларов по всему миру.
Копельсон был назван продюсером года Национальной ассоциацией владельцев кинотеатров, удостоен награды за жизненные достижения в кинопроизводстве от Cinema Expo International, получил награду Motion Picture Showmanship Award от Гильдии публицистов Америки и был введен в Зал славы Variety’s Show Biz Expo. Он также получил другие награды за постановки фильмов «Эпидемия», «Семь» и «Адвокат дьявола», а также был удостоен высшей награды кинофестиваля в Довиле за значительный вклад в индустрию развлечений. В 1987 году он подал в суд на кинопродюсерскую компанию Hemdale Film Corporation за несоблюдение правил съемок фильма «Взвод», утверждая, что он получил 25 миллионов долларов из 250 миллионов долларов, которые фильм собрал на сегодняшний день.
С компанией Paramount Pictures Копельсон продюсировал фильм «Амнезия», в котором снялись Сэмюэл Л. Джексон, Энди Гарсия и Эшли Джадд, режиссер Филип Кауфман; а с 20th Century Fox — фильмы «Не говори ни слова», в котором снялся Майкл Дуглас, и «Крутой Джо», в котором снялся Тим Аллен.
Копельсон также продюсировал фильмы «Идеальное убийство», в котором также снялись Майкл Дуглас и Гвинет Пэлтроу, «Служители закона» с Томми Ли Джонсом в главной роли и фильм Косты Гавраса «Безумный город» с Дастином Хоффманом и Джоном Траволтой в главных ролях.
Среди других его фильмов — «Стиратель» с Арнольдом Шварценеггером в главной роли, «С меня хватит!» с Майклом Дугласом и Робертом Дювалем, «Во имя справедливости» со Стивеном Сигалом в главной роли, «Триумф духа» с Уиллемом Дэфо в главной роли и «Убийство в Белом Доме» с Уэсли Снайпсом и Дайан Лэйн в главной роли.
В течение многих лет Копельсон входил в исполнительный комитет отделения продюсеров Академии кинематографических искусств и наук и был членом совета наставников программы продюсирования фильмов Питера Старка в Университете Южной Калифорнии.
Копельсон читал лекции по кинопроизводству в Гарвардской школе бизнеса, Американском институте кино, Школе искусств Тиша при Нью-Йоркском университете, Нью-Йоркской школе права, Гильдии сценаристов Америки, Западном проекте независимого кино, Семинаре Кагана, Университете Южной Калифорнии и Калифорнийском университете в Лос-Анджелесе и других местах, а также написал несколько статей о финансировании кинопроизводства. В 1998 году Копельсон получил награду выдающегося выпускника Нью-Йоркской школы права за жизненные достижения.

## Личная жизнь
Копельсон был женат. В 1959 году он женился на Джой (урожденной Стерн). У них родилась дочь Стефани Лиза Копельсон Голдман и два сына — Питер Лоуренс Копельсон и Эван Джаред Копельсон. Его первая жена умерла от рака в 1975 году, а в 1976 году он женился на своем деловом партнере и бывшем секретаре Анне Файнберг.
Копельсон умер в своем доме в Беверли-Хиллз 8 октября 2018 года в возрасте 83 лет.

## Фильмография
| Год  | Фильм                 | Должность в титрах      | Примечания      |
| ---- | --------------------- | ----------------------- | --------------- |
| 1978 | Наследие              | Исполнительный продюсер |                 |
| 1979 | Найти и потерять      | Исполнительный продюсер |                 |
| 1980 | Ночь жонглёра         | Исполнительный продюсер |                 |
| 1980 | Веселые забавы        | Продюсер                |                 |
| 1980 | Последнее задание     | Исполнительный продюсер |                 |
| 1981 | Грязные трюки         | Исполнительный продюсер |                 |
| 1981 | Порки                 | Исполнительный продюсер |                 |
| 1984 | Сделайте "Ф"          | Исполнительный продюсер |                 |
| 1986 | Взвод                 | Продюсер                |                 |
| 1989 | Чернокнижник          | Исполнительный продюсер |                 |
| 1989 | Триумф духа           | Продюсер                |                 |
| 1990 | Огненные птицы        | Исполнительный продюсер |                 |
| 1991 | Во имя справедливости | Продюсер                |                 |
| 1993 | С меня хватит!        | Продюсер                |                 |
| 1993 | Беглец                | Продюсер                |                 |
| 1995 | Эпидемия              | Продюсер                |                 |
| 1995 | Семь                  | Продюсер                |                 |
| 1996 | Стиратель             | Продюсер                |                 |
| 1997 | Убийство в Белом Доме | Продюсер                |                 |
| 1997 | Безумный город        | Продюсер                |                 |
| 1997 | Адвокат дьявола       | Продюсер                |                 |
| 1998 | Идеальное убийство    | Продюсер                |                 |
| 1998 | Служители закона      | Продюсер                |                 |
| 2001 | Не говори ни слова    | Продюсер                |                 |
| 2001 | Крутой Джо            | Продюсер                |                 |
| 2004 | Амнезия               | Продюсер                | Последний фильм |